# Val-de-Moder
Val-de-Moder (2016 bis 2019 Val de Moder) ist eine französische Gemeinde mit 5.031 Einwohnern (Stand 1. Januar 2021) im Département Bas-Rhin in der Europäischen Gebietskörperschaft Elsass und in der Region Grand Est. Sie gehört zum Arrondissement Haguenau-Wissembourg und zu den Kantonen Bouxwiller und Reichshoffen.

## Geografie
Die Gemeinde liegt rund 13 Kilometer westlich von Haguenau. Das Gemeindegebiet wird von Fluss Moder und seinem Nebenfluss Rothbach durchquert.
Nachbargemeinden sind: Bitschhoffen im Norden, Haguenau im Nordosten, Niedermodern im Osten, Morschwiller im Südosten, Grassendorf im Süden, Ettendorf im Südwesten, Schalkendorf und Obermodern-Zutzendorf im Westen sowie Kindwiller im Nordwesten.

## Geschichte
Die Gemeinde entstand als Commune nouvelle mit Wirkung vom 1. Januar 2016 durch die Zusammenlegung der früheren Gemeinden Pfaffenhoffen, Uberach und La Walck, die in der neuen Gemeinde den Status einer Commune déléguée haben. Der Verwaltungssitz ist im Ort Pfaffenhofen. Das dortige Rathaus ist seit 1935 ein geschütztes Monument historique.
Mit Wirkung vom 1. Januar 2019 erfolgte die Integration der ehemaligen Gemeinde Ringeldorf, die ebenfalls den Status einer Commune déléguée erhält. Gleichzeitig ändert sich auch der Gemeindenamen von Val de Moder auf Val-de-Moder (Schreibweise mit Bindestrich).

## Gliederung
| Ortsteil                                  | ehemaliger INSEE-Code | Fläche (km²) | Einwohnerzahl zum 1. Januar 2021 |
| ----------------------------------------- | --------------------- | ------------ | -------------------------------- |
| Pfaffenhoffen (Verwaltungssitz) seit 2016 | 67372                 | 3,54         | 2.666                            |
| La Walck (seit 2016)                      | 67512                 | 0,68         | 1.034                            |
| Ringeldorf (seit 2019)                    | 67402                 | 2,78         | .0133                            |
| Uberach (seit 2016)                       | 67496                 | 2,01         | 1.198                            |